# Goduszyn
Goduszyn (niem. Gotschdorf) – część miasta Jelenia Góra, dawna wieś, położona na zachód od centrum miasta między Trasą Czeską na drodze krajowej 3 (E65) a drogą krajową 30. 
Jedyną ulicą osiedla jest Goduszyńska.
W Goduszynie znajduje się ośrodek jazdy konnej oraz przyległy hotel z restauracją i boisko. Ulokowany jest tu także XIX-wieczny cmentarz ewangelicki, odrestaurowany przez członków Stowarzyszenia Goduszyn. Niegdyś znajdowały się na nim 4 kaplice, w tym jedna z podziemiem i prawdopodobnie także i pomnik żołnierzy niemieckich z I wojny światowej; cmentarz zniszczono w latach 70. XX wieku. W Goduszynie znajduje się kaplica p.w. św. Józefa Kalasancjusza, należąca do Parafii św. Jana Chrzciciela w Jeleniej Górze-Cieplicach.
Goduszyn jest skomunikowany z pozostałymi dzielnicami Jeleniej Góry linią 11 wiodącą od Goduszyna Górnego przez centrum miasta po osiedle Zabobrze. Dawniej kursowały tutaj również linie nr 20 (do 1 czerwca 2016) oraz 28 (uruchomiona 1 czerwca 2016).
Latem 2016 kosztem ok. 3,7 mln zł przeprowadzono w Goduszynie remont zagrożonego katastrofą budowlaną i w zwązku z tym zwężonego wiaduktu kolejowego. Równocześnie wykonawca (Skanska) utwardził nawierzchnię drogi łączącej Goduszyn z trasą zgorzelecką.